# Aero A.34
Die Aero A.34 (Spitzname: Kos, tschechisch für „Amsel“) war ein einmotoriger, zweisitziger ziviler Doppeldecker des tschechoslowakischen Herstellers Aero.

## Geschichte
Die Idee zur Entwicklung eines kleinen und leichten Sport- und Schulflugzeuges entstand bei Aero im Jahre 1929, nachdem ähnliche Flugzeuge im Ausland bereits seit einigen Jahren sehr erfolgreich waren.

## Technik
Mit der A.34 entstand so ein in Anlehnung an die beliebte und erfolgreiche Moth-Reihe des britischen Herstellers De Havilland ein einstieliger Doppeldecker mit gleich langen oberen und unteren Tragflächenpaaren, die klappbar ausgeführt waren und somit (bei einer Breite von 2,91 m) ein Straßentransport möglich war.
Rumpf und Tragflächen der A.34 waren stoffbespannte Holzkonstruktionen, lediglich die Querruder bestanden aus Metall, das verspannte und ebenfalls stoffbespannte Leitwerk war eine Stahlrohrkonstruktion. An den Rändern der unteren Tragflächen befanden sich zum Schutz bei Bodenberührungen Rohrbügel.
Das Fahrwerk war mit einer geteilten Achse ausgeführt, am Heck befand sich ein Schleifsporn.
Standardmäßig hatte die A.34 eine Doppelsteuerung für die Flugausbildung; Pilot und Flugschüler oder Passagier saßen in offenen Cockpits.
Angetrieben wurde die Standardversion mit einem Walter-Vega-Sternmotor.

## Varianten

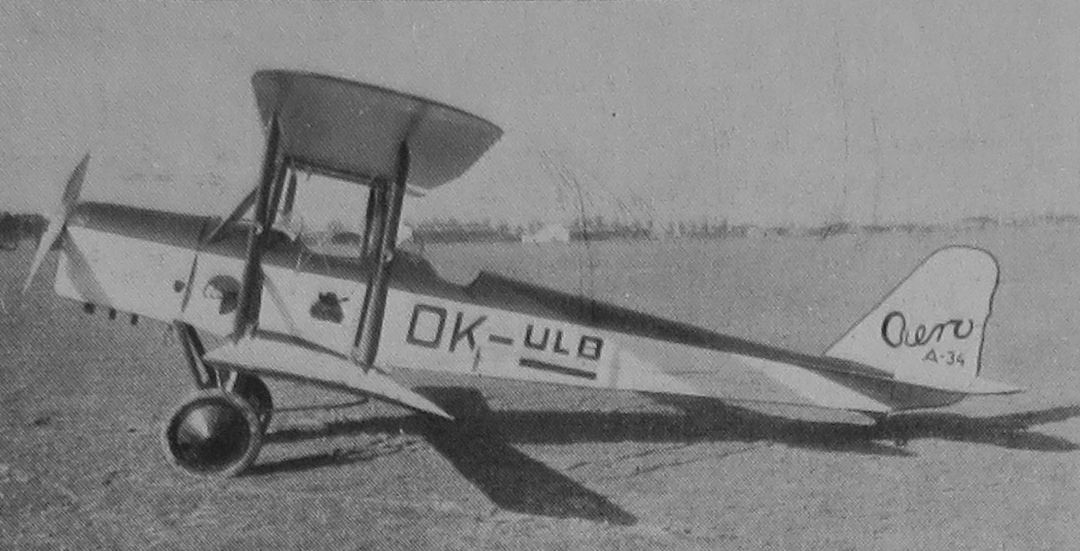
Aero A.34J mit Walter-Junior-Motor

Aero A.34J (A.34W)Dieser Typ war baugleich mit der Grundversion, jedoch ausgestattet mit einem Reihenmotor vom Typ Walter Junior mit einer Leistung von 105 PS (77 kW). Dies ermöglichte eine um 36 kg höhere Nutzlast bei gleichbleibender Höchstgeschwindigkeit. Von diesem Typ wurden drei Exemplare gefertigt.
Aero A.134Die A.134 von 1934 war ebenfalls baugleich mit der Standardversion und mit einem Walter-NZ-Sternmotor mit einer Leistung von 120 PS (88 kW) ausgestattet. Von dieser Variante sind zwei registriert worden (Luftfahrzeugkennzeichen: OK-ASM und OK-IPM). Mit dieser Maschine nahm der Pilot Josef Novak an der Challenge 1929, einem internationalen Flugwettbewerb teil. Wegen eines Triebwerksausfalls mit folgender Bruchlandung musste Novak jedoch am 8. August 1929 seine Teilnahme beenden.

## Technische Daten

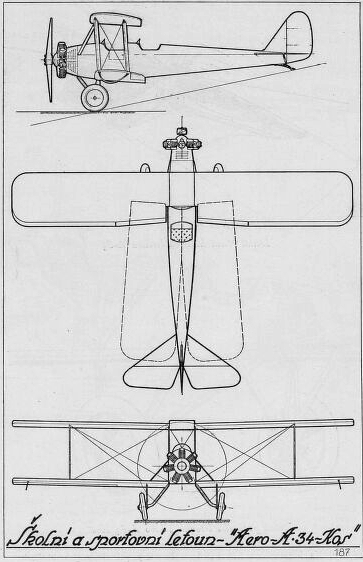
Dreiseitenriss Aero A.34

| Kenngröße             | Aero A.34                                                          | Aero A.34J                                                             | Aero A.134                                                            |
| --------------------- | ------------------------------------------------------------------ | ---------------------------------------------------------------------- | --------------------------------------------------------------------- |
| Besatzung             | 1 Pilot, 1 Passagier bzw. Flugschüler                              | 1 Pilot, 1 Passagier bzw. Flugschüler                                  | 1 Pilot, 1 Passagier bzw. Flugschüler                                 |
| Länge                 | 6,80 m                                                             | 7,10 m                                                                 | 6,83 m                                                                |
| Spannweite            | 8,80 m                                                             | 8,70 m                                                                 | 8,80 m                                                                |
| Tragflügelfläche      | 21,30 m²                                                           | 21,20 m²                                                               | 21,20 m²                                                              |
| Leermasse             | 400 kg                                                             | 500 kg                                                                 | 467 kg                                                                |
| Startmasse            | 640 kg                                                             | 776                                                                    | 747 kg                                                                |
| Antrieb               | ein luftgekühlter 5-Zylinder-Sternmotor Walter Vega, 85 PS (63 kW) | ein luftgekühlter 4-Zylinder-Reihenmotor Walter Junior, 105 PS (77 kW) | ein luftgekühlter 9-Zylinder-Sternmotor Walter NZ-120, 120 PS (88 kW) |
| Höchstgeschwindigkeit | 160 km/h                                                           | 160 km/h                                                               | 157 km/h                                                              |
| Reisegeschwindigkeit  | 140 km/h                                                           | 145 km/h                                                               | 140 km/h                                                              |
| Steigleistung         | 2,11 m/s                                                           |                                                                        |                                                                       |
| Steigzeit             | 11,8 min auf 1500 m Höhe                                           | 11,5 min auf 1500 m Höhe                                               | 21,5 min auf 2000 m Höhe                                              |
| Dienstgipfelhöhe      | 3000 m                                                             | 3000 m                                                                 | 3000 m                                                                |
| Reichweite            | 320 km                                                             | 380 km                                                                 | 520 km                                                                |